# Lise Ringheim
Lise Ringheim (* 15. Mai 1926 in Frederiksberg; † 25. September 1994 ebenda) war eine dänische Schauspielerin.

## Leben
Lise Ringheim wuchs als Tochter des Schauspielers Arvid Ringheim (1880–1941) und dessen Frau Marie Jenny Olsen (1893–1954) in Frederiksberg auf, wo sie zeitlebens wohnte. Ihre Schwester Gudrun Ringheim (1915–1971) und ihr Onkel Viking Ringheim (1880–1954) waren ebenfalls als Schauspieler tätig.
Nach ihrem Schulabschluss absolvierte sie von 1942 bis 1945 ihre Schauspielausbildung an der Eleveskole des Königlichen Theaters Kopenhagen, wo sie als Darstellerin auch ihr Bühnendebüt hatte und anschließend bis zum Jahr 1957 als festes Ensemblemitglied engagiert war. Als Bühnendarstellerin wirkte sie in zahlreichen Theaterstücken, Operetten, Musicals, Varieté-Shows, Kabarett-Programmen und in Ballett-Aufführungen mit, so unter anderem auch am Folketeatret, am Odense Teater, am Aarhus Teater, am Theater Helsingør, am Betty-Nansen-Theater oder am Frederiksberg-Theater, wo sie später dann als langjähriges Ensemblemitglied engagiert war. In den 1950er-Jahren gehörte sie auch einige Zeit lang zum Schauspielerensemble des Kopenhagener Vergnügungsparks Tivoli.
In ihrer rund fünf Jahrzehnte lang andauernden Karriere als Schauspielerin wirkte sie von 1943 bis 1993 in mehr als 80 Film-und-Fernsehproduktionen mit. Für ihr filmisches Schaffen wurde sie mehrfach ausgezeichnet, darunter im Jahr 1961 mit dem Bodil für die Beste Hauptrolle oder im Jahr 1978 mit dem Lauritzen-Preis. Gelegentlich war sie auch als Synchronsprecherin für Zeichentrickfilme tätig, wie beispielsweise für Cinderella.
Lise Ringheim war in erster Ehe von 1950 bis 1953 mit dem Schauspieler Hans-Henrik Krause (1918–2002) verheiratet. Die Ehe blieb kinderlos. Ab 1956 lebte sie mit dem Schauspieler Henning Moritzen zusammen, mit dem sie ab dem 5. November 1971 verheiratet war. Beide haben eine gemeinsame Tochter, die Schauspielerin und Filmproduzentin Marianne Moritzen (* 1959). Ihr Stiefsohn war der Schauspieler Michael Moritzen (* 1954). Ringheim beendete ihre schauspielerische Tätigkeit im Jahr 1993, da sie bereits seit längerer Zeit an einem unheilbaren Hirntumor erkrankt war. Sie starb am 25. September 1994 im Alter von 68 Jahren im Frederiksberg Hospital. Ihre Grabstätte befindet sich auf dem Ældre-Kirkegard in Frederiksberg.

## Filmografie (Auswahl)
- 1943: Ebberod Bank
- 1951: Harlekins Zauberstab
- 1953: Solstik
- 1958: Elverhøj
- 1960: Kein Pardon nach Mitternacht
- 1961: Harry und sein Kammerdiener
- 1961: Der Junge, der Pferde liebte
- 1967: Mögen Sie Austern?
- 1969: Anatol
- 1972: Evergreens
- 1973: Alfred
- 1974: Hitler Superstar
- 1982: Geld oder Leben?
- 1988: Himmel und Hölle
- 1991: Väter und Söhne
- 1993: Ein Leben für Rita